# Тор (митологија)
Тор је један од главних нордијских богова. Тор је бог грома, буре, бог виталних сила, бог земљорадње. Као бог који је контролисао кишу био је одговоран за приносе. Такође је био заштитник огњишта и брака. Тор је син Одина. Он је сматран за ближег људима од Одина - такође је прек, али мање тајанствен. Углавном се представља са дугом, риђом брадом и чекићем у руци. Дрво посвећено Тору је био храст. Није био лукав као Один и дешавало му се да упадне у замку, али би на крају увек побеђивао. Од његовог имена потиче име четвртка у данском, шведском и енглеском језику (Torsdag, Thursday = 'дан Тора'), исто тако немачка реч за четвртак Donnerstag долази из старогерманског назива за тог бога Donar.
Због природе германског корпуса, наративи са Тором су само потврђени у старонордијском, где се Тор појављује у нордијској митологији. Нордијска митологија, углавном забележена на Исланду од традиционалног материјала који потиче из Скандинавије, пружа бројне приче о богу. У овим изворима Тор носи најмање петнаест имена, супруг је златокосе богиње Сиф, љубавник јотуна Јарнсаксе и генерално је описан да има жестоке очи, црвену косу и црвену браду.

## Име
Средњовековни германски облици Þórr (старонордијски), Донар (старовисоконемачки), Þunor (староенглески), Thuner (старофризијски) и Thunar (старосаксонски) су сродници - језичка сродници заједничког порекла. Они потичу од протогерманског теонима Þun(a)raz ('Гром'), који је идентичан имену келтског бога Тарана (по метатези *Tonaros; уп. општебритско Танаро, галско Танарус) , а даље у вези са латинским епитетом Тонанс (везано за Јупитера), преко заједничког прото-индоевропског корена за 'гром' *(s)tenh₂-. Према научнику Питеру Џексону, ти су се теоними можда првобитно појавили као резултат фосилизације изворног епитета (или епиклезе) прото-индоевропског бога грома , будући да се ведски бог временских прилика Парјанија такође назива и станајитну- ('Громовник').
Енглески назив радног дана Thursday (четвртак) долази од староенглеског Þunresdæg, што значи 'дан Þunor-а'. То је сродно са старонордијским Þórsdagr и са старовисоконемачким Donarestag. Сви ови изрази потичу од касног протогерманског радног дана *Þonaresdag ('Дан Þun(a)raz'), калк латинскогIovis dies ('Дан Јупитера'; уп. савремени италијански giovedì, француски jeudi, шпански jueves). Употребом праксе познате као interpretatio germanica током римског периода, стари германски народи усвојили су латински недељни календар и заменили имена римских богова својим.
Почев од доба Викинга, лична имена која садрже теоним Thórr забележена су са великом учесталошћу, док пре овог периода нису били познати примери. Могуће је да су имена заснована на Тору процветала током викиншког доба као пркосан одговор на покушаје христијанизације, слично широкој пракси ношења привезака у виду торских чекића у доба Викинга.